# دوکین (میزوری)
دوکین (به انگلیسی: Duquesne) یک شهر در ایالات متحده آمریکا است که در شهرستان جاسپر، میزوری واقع شده‌است. دوکین ۴٫۷۹ کیلومتر مربع مساحت و ۱٬۹۷۵ نفر جمعیت دارد و ۳۲۷ متر بالاتر از سطح دریا واقع شده‌است.